# Michael Kedia
Michael Kedia (georgisch მიხეილ კედია, geb. 31. Dezember 1902 in Sugdidi, Georgien; gest. 16. August 1954 in Genf, Schweiz) war Fabrikant in Paris und georgischer Exilpolitiker. Von 1940 bis 1945 war er einer der bedeutendsten Vertreter der Georgier im Deutschen Reich und Sprecher im georgischen Nationalausschuss, leitete den georgischen Verbindungsstab und zuletzt das georgische Nationalkomitee als politischer Vertreter der Georgier. Daneben steuerte er ab 1941 die Agentenauswahl und Einsätze der Kaukasier für die deutschen Geheimdienste Abwehr und SD. Er verlegte im Sommer 1941 seinen Wohnsitz von Paris nach Berlin und war Ansprechpartner der deutschen Geheimdienste und des deutschen Reichsministeriums für die besetzten Ostgebiete in Kaukasusfragen. Kurz vor Kriegsende 1945 ging er in die Schweiz und war in Genf bis zu seinem Tod interniert.

## Leben
Michael Kedia gehörte zum einflussreichen georgischen Familienclan Kedia. Onkel Spiridon Kedia war für die georgischen Nationaldemokraten Mitglied des georgischen Parlaments während der kurzen Unabhängigkeit Georgiens als Demokratische Republik Georgien bis 1921 gewesen. Der Vater Melchizedek „Meki“ Kedia leitete die Geheimpolizei im georgischen Innenministerium gegen die Bolschewiken während der georgischen Unabhängigkeit und war auch danach im Exil in Frankreich geheimdienstlich für die Georgier tätig. Michael Kedia selbst flüchtete 1921 nach Istanbul und heiratete dort. Danach ging er nach Heidelberg und studierte Wirtschaftswissenschaften. Nach dem Studium zog er 1924 zu seiner Familie nach Paris.

### Paris bis 1941
Ein weiteres Studium der Rechtswissenschaften folgte 1929. Nach dem Studium übernahm er in Paris zusammen mit seinem Schwiegervater eine Joghurt-Fabrik. Politisch aktiv war Kedia ab 1925 in der patriotischen Organisation „Tetri Giorgi“. Ab 1927 gehörte er der Jugendorganisation der Georgischen Nationaldemokraten seines Onkels Spiridon Kedia an und war bis 1936 Mitglied der Georgischen Nationaldemokraten. 1937 fand Michael Kedia Anschluss an die Gruppe Kaukasischer Nationalisten unter Haidar Bammat, der in Paris mit Hilfe des japanischen Geheimdienstes die Zeitung „Kaukasus“ in mehreren Sprachen herausbrachte. Michael Kedia wurde Mitherausgeber der Zeitung, die gegen den Bolschewismus gerichtet war und eine unabhängige kaukasische Föderation anstrebte. Kedia geriet so in den Blick der geheimen deutsch-japanischen Zersetzungsarbeit gegen die Sowjetunion, die über die Zeitung Kaukasus lief und in einem deutsch-japanischen Geheimdienstabkommen zwischen der deutschen Abwehr und den Japanern im Mai 1937 vereinbart worden war.
→ Hauptartikel: Deutsch-japanisches Geheimdienstabkommen
Mit Abschluss des Hitler-Stalin-Paktes 1939 und dem deutschen Einmarsch in Frankreich 1940 hatte Haidar Bammat seinen Wohnsitz in die Schweiz verlegt. Für die Zeitung „Kaukasus“ waren jetzt Kedia in Paris und Ali Kantemir in Berlin zuständig. Beide Zeitungen wurden nicht mehr von Japan, sondern von den Deutschen finanziert. Bammat stand aber noch mit beiden in Kontakt. Nach dem deutschen Einmarsch in Paris suchten die Deutschen die Zusammenarbeit mit ihnen vertrauenswürdig erscheinenden Georgiern. Sowohl die für die Zersetzungsarbeit gegen die Sowjetunion zuständige Abwehr II wie auch etwas später der Sicherheitsdienst der SS kontaktierten Kedia, der den Deutschen offenbar gut bekannt war und bestens Deutsch sprach. Michael Kedia sollte die Interessen der Georgier bei den Deutschen vertreten, weshalb auch Vertreter des Auswärtigen Amtes in Paris mit ihm in Verbindung traten.
Für die Abwehr II hatte Kedia in Paris Verbindung zu den Abwehr-Professoren Werner Markert und Hans Raupach sowie zu Oberstleutnant Lothar von Brandenstein, der die Abwehr II in Paris leitete. Für den SD traf Erich Hengelhaupt im Oktober 1940 in Paris ein, der auf Empfehlung des Georgiers Michael Achmeteli vom Wannsee-Institut des SD in Kontakt zu Kedia aufnahm. Hengelhaupt hatte sich beim SD auf die Kaukasischen Emigranten spezialisiert. Auf Wunsch der Deutschen richtete Kedia eine Kaukasische Verbindungsstelle in Paris in bester Lage in der Nr. 6 Avenue Sully-Prudhomme ein, mit deren Hilfe die Deutschen die Kontrolle über die kaukasischen Emigranten ausübten.
Der Judenbeauftragte des Auswärtigen Amtes Franz Rademacher hatte unter dem Decknamen „Weber“ Verbindung zu Kedia. Als Vertreter der Kaukasier gelang es Kedia dann auch, etliche Kaukasier und auch georgische Juden vor der Deportation zu retten. Deshalb erhielt Kedia den Beinamen „georgischer Schindler“ nach dem Krieg.
Kedia war ab Herbst 1940 Hauptansprechpartner für die deutsche Besatzungsverwaltung, die deutschen Geheimdienste und die französische Polizei in allen Fragen der Kaukasier. Kedia stand von da in ständiger Verbindung mit Lothar von Brandenstein und machte häufiger Reisen nach Berlin. Insgeheim organisierte Kedia zusammen mit einem Partner aus seiner Joghurt-Fabrik Georgier und andere Kaukasier für geheime Sabotageeinsätze der Abwehr II, die nach Kriegsbeginn mit Russland unter dem Decknamen „Tamara“ zum Einsatz kommen sollten. Kurz nach Kriegsbeginn verließen im Juli 1941 diese in einem Chateau bei Orléans ausgebildeten Kaukasier Frankreich und kamen nach Deutschland.

### Deutschland von 1941–1945
Nach dem deutschen Angriff auf Russland verlegte auch Michael Kedia seinen Sitz von Paris im Sommer 1941 nach Berlin. In Deutschland hielt er Verbindung zu Ali Kantemir als Verantwortlicher für die Zeitung „Kaukasus“, spielte aber in politischer Hinsicht noch keine große Rolle, weil sein Onkel Spiridon Kedia wie auch ex-Botschafter Vladmir „Lado“ Achmeteli und Andere die Georgier bei den deutschen Regierungsstellen vertraten, insbesondere beim Auswärtigen Amt. Nachdem das neue Ostministerium unter Alfred Rosenberg die Verwaltung der eroberten Gebiete im Osten organisieren sollte, protestierte Rosenberg bei Hitler nach einer Konferenz im Berliner Hotel Adlon im April 1942 gegen jede Einmischung in Russlandfragen durch das Auswärtige Amt und setzte sich durch. Der Einfluss der älteren Georgier, die noch aus dem Umfeld des Auswärtigen Amtes und der Nationalausschüsse kamen, ging in der Folge zurück und die jüngere Generation der Georgier unter Führung von Michael Kedia und dessen Kreis begann sich zu etablieren. Er hatte sowohl die Unterstützung des Ostministeriums wie auch der deutschen Geheimdienste. Kedia wurde inoffiziellen Vertreter des gesamten politischen Spektrums der Kaukasier in Berlin. Schließlich unterstützte auch die sozialdemokratische georgische Exilregierung in Frankreich unter Noe Schordania ihn mit Geheimdienstinformationen inklusive der in Paris vorhandenen Kanäle nach Georgien.
Gerhard von Mende als Leiter der Kaukausabteilung im Ostministerium installierte Kedia als Sprecher des Georgischen Nationalausschusses. Der Nationalausschuss hatte eigentlich nur beratende Funktion, betrachtete sich selbst aber als georgische Nationalvertretung im Reich. Von Mende band die Georgier wie auch Armenier, Nordkaukasier und Aserbaidschaner in die geplante Eroberung des Kaukasus ein. Außerdem begannen die deutschen Geheimdienste Abwehr und SD verstärkt auf die Mitarbeit Kedias zu setzen. Gerhard von Mende selbst war Verbindungsmann zur Abwehr II im Ostministerium, Hauptmann Walther von Kutzschenbach hielt den Kontakt für die Abwehr II zum OKH, denn das OKH führte den Feldzug gegen Russland. Die Abwehr II setzte mehrere Operationen auf, in die Kedia teils voll eingebunden war. Dabei handelte es sich um die georgischen Agenten der „Tamara“-Operationen, die Kedia selbst in Frankreich angeworben hatte, um das gemischte deutsch-kaukasische Unternehmen „Schamil“ und schließlich um den Sonderverband „Bergmann“ der Abwehr II mit Abwehr-Professor Theodor Oberländer, der über eine georgische Kompanie verfügte und in dem dann Kutzschenbach als Sonderführer Oberländer vertrat.
Für den SD hielten Erich Hengelhaupt, den Kedia schon in Paris kennengelernt hatte und Heinz Gräfe vom Reichssicherheitshauptamt die Verbindung zu Michael Kedia und dessen Assistenten Alexander Tsomaja. Der SD begann 1942 mit dem Unternehmen Zeppelin die geheime Vorbereitung der Eroberung des Kaukasus. Verantwortlich dafür waren Gräfe, Hengelhaupt und Walter Kurreck als Leiter des Zeppelin-Kommandos bei der Einsatzgruppe D. Die Einsatzgruppe D unter Walther Bierkamp war für die Polizeiaufgaben und die Gegnervernichtung im Süden Russlands zuständig.
→ Hauptartikel: Unternehmen Zeppelin

#### Sonderstab Kaukasus
Der sogenannten Aufbaustab Kaukasus, der beim Ostministerium unter Otto Gohdes etabliert war, sollte in Georgien anstelle einer Militärverwaltung sofort die Besatzungsverwaltung einrichten. Gohdes war als Generalkommissar für den Generalbezirk Georgien vorgesehen. Welche Rolle Michael Kedia als Sprecher des georgischen Nationalausschusses später in Georgien spielen sollte, ist nicht bekannt.
Neben dem Aufbaustab Kaukasus entstand der Sonderstab Kaukasus in Woroschilowsk (heute Stawropol) am Nordkaukasus. Der Sonderstab Kaukasus war eine übergreifende Einrichtung verschiedener Ministerien unter Aufsicht des SD und bestand aus denjenigen Mitgliedern der Nationalvertretungen, die bei den deutschen Geheimdiensten besonderes Vertrauen genossen. Die Leitung des georgischen Teils im Sonderstab übertrug man Michael Kedia. Für den SD hatte die Aufsicht der Leiter des Unternehmen Zeppelin des SD bei der Einsatzgruppe D, Walter Kurreck. Auch der Sonderstab Kaukasus stimmte sich mit Gerhard von Mende in Berlin ab, der ja selbst für die Abwehr II tätig war und so nun auch Einblicke in die Arbeit von des Unternehmen Zeppelin erhielt. Sowohl für den Aufbaustab Kaukasus im Ostministerium wie auch für den Sonderstab Kaukasus des SD war Kedia eine Schlüsselfigur.
Nach einer Türkei-Reise begab sich Michael Kedia ab September 1942 nach Woroschilowsk, um über den Sonderstab Kaukasus die Auswahl der kriegsgefangenen Kaukasier zu organisieren. Das Kaukasische Experiment der Deutschen machten eine Arbeitsteilung und Koordination zwischen Abwehr und SD erforderlich. Bis Jahresende 1942 fanden laufend Abstimmungsgespräche bei der Heeresgruppe A statt, an denen Vertreter der Wehrmacht, des SD und der Nationalausschüsse teilnahmen. Eine solche Besprechung fand z. B. am 17. November 1942 beim Ic-Offizier der Heeresgruppe A statt. Teilnehmer waren u. a. Michael Kedia, Walter Kurreck und Erich Hengelhaupt.
Die Mitglieder des Sonderstabs Kaukasus sollten Polizeieinheiten zur Aufrechterhaltung der Ordnung und zur Bildung der Organe des Staatsapparates organisieren. Außerdem sollte er die beabsichtigten Aufstände im Kaukasus steuern und die Führung dieser Aufständischen den Nationalvertretern übertragen und überwachen, weshalb die Kontrolle durch den SD maßgeblich war. Zur Bedingung für die Teilnahme an diesem Unternehmen hatte Kedia von den Deutschen ein klares Votum die Unabhängigkeit der Völker des Kaukasus, sowie die Unverletzlichkeit der Grenzen der kaukasischen Republiken mit der Türkei gefordert. Die georgische Gruppe dieses Sonderstabes bestand aus Alexander Assatiani, Dimitri Sindjikachvili und Alexander Tsomaia. Die nordkaukasische Gruppe im Sonderstab wurde von Ali Kantemir, der bereits seit 1938 in die Geheimverbindungen mit den Japanern eingebunden war und Achmed Nabi Magoma geleitet. Ferner gab es eine aserbaidschanische und armenische Gruppe sowie die Gruppe der Kalmücken.

Der Sonderstab Kaukasus wurde von Heinz Gräfe und Erich Hengelhaupt am 16. Oktober 1942 sowohl in Berlin wie auch beim Zeppelin-Kommando Süd aufgesetzt und im November 1942 eingerichtet. Die Leitung bei Kurrecks Zeppelin-Kommando Süd übernahm der vormalige Mitarbeiter im Wannsee-Institut des SD Hans Dressler. Dressler hat seine Funktion im Sonderstab so beschrieben:
„Ich wurde dann als Führer und Betreuer einer Gruppe kaukasischer Politiker im Auftrage des Auswärtigen Amtes, des Ministeriums für die besetzten Ostgebiete und unseres eigenen Amtes nach dem Kaukasus entsandt. […] Durch Stalingrad wurden diese Pläne fallen gelassen und ich kam wieder nach Berlin und baute von dort die nachrichtendienstlichen Verbindungen nach dem Kaukasus aus.“
Dressler musste zum Leidwesen von Kurreck über die Arbeit des Sonderstabs Kaukasus dann direkt dem Führer der Einsatzgruppe D, Walther Bierkamp, berichten. Die Aufgaben des Sonderstabs wurden Anfang November in Woroschilowsk in Anwesenheit von Kurreck mit Erich Hengelhaupt und dem georgischen Chefberater Michael Kedia und anderen Kaukasiern besprochen. Dressler war verantwortlich für insgesamt acht kaukasische Berater, die im Auftrag von Hengelhaupt und Kedia in den nach Volksgruppen getrennten Lagern des Zeppelin-Kommandos politischen Unterricht für die Aktivisten in Landessprache gaben, um diese zu motivieren, wie der Vertreter von Kurreck am 1. Dezember 1942 in einem Monatsbericht notierte. Der Sonderstab sollte Polizeieinheiten zur Aufrechterhaltung der Ordnung und die Verwaltung im Nordkaukasus organisieren. Dazu wurden in großer Anzahl auch Kriegsgefangene kaukasischer Nationalität aus den Lagern herausgezogen, weshalb Walter Kurreck und dessen Zeppelin-Einsatzkommando D daran beteiligt war. Kurreck und Dressler ließen mit Unterstützung der Kaukasier geeignetes Personal für Verwaltungsaufgaben wie auch für Polizeiaufgaben aus den Lagern holen und schulten einige davon für Einsätze im Rahmen von Zeppelin.
Im Kaukasus begann ein Spiel der Geheimdienste und Politiker mit doppeltem Boden, denn nahezu jeder der beteiligten verfolgte neben der offiziellen noch eine „hidden“ Agenda. Wilhelm Canaris hatte mit den Angehörigen des Widerstands der Abwehr, zu denen auch Abwehr-II-Chef Erwin Lahousen gehörte, ein Interesse daran, die Macht des Ostministeriums und der SS im Kaukasus zu begrenzen. Doch auch die Georgier spielten ein doppeltes Spiel.
Der Georgier Alexander Tsomaja war die rechte Hand von Kedia im Sonderstab. Beide hatten im Sonderstab Kaukasus Anweisungen aus Paris von der georgischen Exilregierung erhalten. Kedia gehörte zwar dem nationaldemokratischen Flügel der Georgier an, hielt aber dennoch Kontakte zur sozialdemokratischen Pariser Exilregierung von Noe Schordania und man stimmte sich ab. Die Georgier wollten ähnlich wie die Ukrainer im Jahr zuvor ohne Wissen des SD ein unabhängiges Georgien ausrufen, um alle Georgier beim Einmarsch der Deutschen auf ihre Seite zu ziehen. Sie hatten aber ein differenzierteres Vorgehen als die Ukrainer geplant und deshalb auch Kontakte mit der Führung der georgischen Kommunisten aufgenommen und beabsichtigt, diese bei einem Aufstand in Georgien einzubinden. Damit wollten die Georgier verhindern, dass ihre Landsleute gegeneinander kämpften. Der Chef der Pariser Exilregierung, Noe Schordania, soll sich sogar mit den Leuten von Canaris, die ja zum Teil in Opposition zu Hitler standen, einig gewesen sein, dass Rosenberg nicht die Herrschaft in Georgien übernehmen sollte. Der Militärchef im Sonderstab, Schalwa Maglakelidse, hatte von Jordania Anweisung erhalten, nach Eindringen in Georgien sogar einen König auszurufen. SS-General Bierkamp, der Leiter der Einsatzgruppe D, hatte offensichtlich solche Befürchtungen, weshalb er sehr auf den SS-Obersturmführer Dressler achtete, der im Auftrag des SD den Sonderstab betreute. Bierkamp sprach in Woroschilowsk auch selbst mit den Führern der Kaukasier, war aber gegenüber den Exilkaukasiern sehr voreingenommen und lehnte weitere Gespräche mit Kedia ab, da sie nicht zweckmäßig seien.

Niemand spielte mit offenen Karten, womit das allseitig beschworene Vertrauensverhältnis so auch nicht existierte. Auf Seite der Abwehr war man den Kaukasiern gegenüber durchaus gewogen, auf Seiten des RSHA war man das nicht wirklich, dazu waren die SD-Leute zu sehr in der nationalsozialistischen Ideologie verwurzelt. Aus der Argumentation von Zeppelin-Chef Heinz Gräfe ist das gut zu entnehmen:
„Es soll ja unsere Linie sein, dass wir selbst möglichst zurücktreten und den Kaukasiern das Gefühl lassen, dass sie für ihren eigenen Staat arbeiten. […] Das Wichtigste ist, dass wir ihnen das Gefühl lassen, dass sie gleichberechtigte Mitglieder sind. Dass wir in Wirklichkeit fest die Führung in der Hand behalten müssen, ist selbstverständlich.“ 
Dressler saß mit seinem Sonderstab in Woroschilowsk zwischen allen Stühlen. Bierkamp und Kurreck beobachtete ihn genau und die kaukasischen Nationalvertreter waren über die geringe politische Bedeutung unzufrieden. Lediglich die Georgier lieferten mit Hilfe des Kedia-Vertrauten Alexander Tsomaja gute Ergebnisse. Der Kriegsverlauf indes zwang die Deutschen zum Rückzug aus dem Kaukasus Anfang 1943 und alle Pläne einer Besetzung Georgiens wurden hinfällig. Dressler wurde schließlich im Januar 1943 von seiner undankbaren Aufgabe entbunden und der Sonderstab Kaukasus aufgelöst. Die Mitglieder kehrten nach Berlin zurück. Lediglich Alexander Tsomaja blieb vorerst in der Südukraine und hielt weiterhin den Kontakt zum Unternehmen Zeppelin.
Das Prinzip der Mitarbeit der georgischen Exilpolitiker um Kedia blieb erhalten. Kaukasische Instrukteure waren jedoch weiterhin vor Ort im Einsatz, allerdings begann man die Einsätze nun verstärkt auf dem Landweg über die Türkei unter georgischer Regie durchzuführen.

#### Die Operationen im Jahr 1943
Nach dem Scheitern der Kaukasus-Offensive und den ersten meist fehlgeschlagenen Fallschirm-Einsätzen von Abwehr und SD hatte Kedia den Zeppelin-Chef Gräfe davon überzeugt, dass Einschleusungs-Operationen nach Georgien auf dem Landweg über die Türkei erfolgversprechender seien und dabei auf die langjährigen Erfahrungen der Georgier verwiesen. Unter der Leitung von Kedia begannen danach die Vorbereitungen für solche Unternehmen. Kedia reiste 1943 erneut unter dem Decknamen Michael Kohler nach Istanbul. Er führte dort Gespräche mit Alexander Menagari (Menagarischwili), einem Vertreter der Georgier in der Türkei. Das Netzwerk von Menagari, das bereits nach der ersten Visite von Kedia entstanden war, berichtete ausführlich und die Informationen wurden in Berlin mit großer Aufmerksamkeit wahrgenommen. Kedia sprach die Vorhaben mit den Leitern des türkischen Geheimdienstes ab und nutzte seine Verbindungen zu dem einflussreichen Nuri Pascha, eigentlich Nuri Killigil, der den deutschen Absichten sehr gewogen war. Nachdem Gräfe in der Gruppe VI C des RSHA die gesamt Ostaufklärung leitete, wurde auch der Leiter des Türkei-Referats VI C 12 im RSHA, Hauptsturmführer Kurt Schuback in die Zeppelin-Operationen eingebunden. Außerdem waren vom SD Bruno Wolff und Emil Duplitzer in Istanbul zumindest in Teilen darüber informiert. Wolff war von Gräfe als Vertreter des RSHA VI in Istanbul eingesetzt und hielt als Vizekonsul parallel zu Kedia eigene Verbindungen zum türkischen Geheimdienst.
Durch kleine Gruppen von Agenten, die die Türkisch-Georgische Grenze überquerten, ließ Kedia Waffen, Propagandamaterial und Sabotage in die georgische Sowjetrepublik bringen und erhielt im Gegenzug große Mengen an Informationen für den SD. Kedia nutzte in der Türkei alte Kontakte zu den Georgiern Alexander Djakeli und David Erkomaischwili. Alexander Djakeli war seit Mai 1942 als georgischer Kaufmann in Istanbul und hielt für Kedia die Verbindung zum türkischen Geheimdienst. Eine Gruppe von etwa 25 Georgiern entlang der türkischen Grenze erhielt türkische und russische Ausweise. Die türkische Polizei war darüber informiert und tolerierte die Gruppe im Rahmen der Vereinbarungen mit Kedia. So war es Kedia gelungen, mindestens drei Hauptgruppen im ersten Halbjahr 1943 in Georgien zu installieren, die mit Berlin über Kurier oder Kurzwellenfunk in Verbindung standen. Soweit Funkverbindungen bestanden, wurde die Chiffrierarbeit bei Zeppelin in Berlin von Kedias rechter Hand Alexander Tsomaja geleistet.
Im Sommer 1943 setzte Zeppelin mehrere kleine Gruppen von Georgiern wieder per Fallschirm ab. Diese Gruppen erhielten den Decknamen „Vera“ und waren erfolglos, weil sie allesamt vom NKWD entdeckt wurden. Scheinbar erfolgreicher waren die dem Landweg über die Türkei nach Georgien gelangten „Mainz“-Operationen unter David Erkomaischwili. Die „Unternehmen Mainz I und II“ wurde außerdem von Gerhard von Mende im Ostministerium begleitet. Mende hat selbst eine Abhandlung dazu geschrieben. Tatsächlich waren auch sie von den Sowjets entdeckt worden. Durch Funkspiele gelang es den Sowjets, die Deutschen in die Irre zu führen.
→ Hauptartikel: Unternehmen Zeppelin / Die Georgien-Operationen

#### Kedia und die Türkei
Michael Kedia hatte ebenso wie die Altemigranten nach dem deutschen Rückzug aus dem Kaukasus erkannt, dass eine Rückeroberung Georgiens mit deutscher Hilfe nicht mehr möglich war und er auf das falsche Pferd gesetzt hatte. Er bat in Paris darum, von seinen Aufgaben entbunden zu werden, aber der georgische Exilpräsident Noe Schordania lehnte das ab. Deshalb suchte Kedia nach anderen Wegen. Für ihn ging es jetzt darum, nach zukünftigen Verbündeten zu suchen. Er plante daher, über die Türkei ohne die deutsche Aufsicht Kontakte zu den Alliierten aufzubauen. Kedia nutzte dafür seinen Vertrauten Alexander Menagari (Menagarischwili) in Istanbul als Verbindungsmann zu den Türken. Menagari ermöglichte es ihm, sich unabhängiger von den Deutschen zu machen. Wenn die türkische Station von Menagari eine Nachricht zur Operation „Mainz“ des Unternehmen Zeppelin aus Georgien erhielt, ging Kedia persönlich in die Türkei, um mit Menagari zu sprechen. Dies geschah offiziell, weil die Meldungen als wichtig erachtet wurden, inoffiziell, weil Kedia so ohne Aufsicht in der Türkei Kontakte aufbauen konnte. Kedia suchte in Istanbul häufig Nuri Pascha auf, dem Vertreter einer einflussreichen türkischen Gruppe. Beide waren der Meinung, die Hitler-Ostpolitik gegenüber diesen Völkern wäre offensichtlich imperialistisch und so beschloss Kedia nach seiner Rückkehr nach Berlin, sich vorsichtig von der deutschen Politik zu lösen, aber er spielte so lange mit, wie sich seine deutschen Freunde für ihn einsetzten.
Anfang 1944, nachdem drei Abwehr-Mitarbeiter in Istanbul zu den Briten überliefen, nahmen Hitler und Himmler das zum Anlass, Admiral Canaris im Februar 1944 schrittweise zu entmachten. Zwei der Überläufer lieferten dem britischen Geheimdienst viele Informationen über die Operationen der Abwehr in der Türkei, jedoch nicht zu Kedia. Es war Kedia offensichtlich gelungen, seine Kontakte in der Türkei erfolgreich vor dem SD und der Abwehr zu verbergen. Kedia war insgesamt fünfmal in der Türkei gewesen, zuletzt Anfang Juni 1944. Als die Alliierten im Juni 1944 in der Normandie landeten, war klar, dass die georgische Exilregierung in Frankreich bald wieder unter alliierter Aufsicht stehen würde. Im August 1944 kam es zum Bruch in den türkisch-deutschen Beziehungen. Die bisher von der Türkei geduldeten Operationen der Gruppe von Kedia mussten jetzt eingestellt werden und die betroffenen deutschen Geheimdienstler zurückbeordert oder interniert. Damit brachen im Sommer 1944 auch Kedias Kontakte in die Türkei ab.

#### Vom georgischen Nationalausschuss zum georgischen Nationalkomitee
Im Oktober 1943 entstand aus dem bisherigen georgischen Nationalausschuss der georgische Verbindungsstab beim Ostministerium. Nachdem die meisten georgischen Altemigranten nach dem deutschen Rückzug aus dem Kaukasus den Nationalausschuss verlassen hatten, war der georgische Verbindungsstab eine Angelegenheit der jüngeren Generation. Der Verbindungsstab war nur beratend tätig, jedoch fühlten sich die Mitglieder als offizielle georgische Vertreter im deutschen Machtbereich und stimmten sich mit der Exilregierung in Paris ab. Die Leitung hatte pro-forma Georg Magalow aus der Kaukasus-Abteilung des Ostministeriums unter Gerhard von Mende. Sprecher und de-facto eigentlicher Kopf des Verbindungsstabes war Michael Kedia. Im Verbindungsstab gab es eine Militärabteilung, eine politische Abteilung und eine Propaganda-Abteilung. Leiter der Militärabteilung war Oberleutnant Givi Gabliani, der als Armee-Arzt in deutsche Gefangenschaft geraten und dann in Prof. Oberländers Abwehr-II-Verband „Bergmann“ tätig gewesen war. Als Verbindungsoffizier zum OKH und zum General für Kaukasusfragen fungierte Sonderführer Walter von Kutzschenbach, geboren im georgischen Tiflis, ebenfalls ehemaliger Angehöriger der Abwehr II im Verband „Bergmann“. Ab Oktober 1944 bildete sich im Ostministerium ein übergreifender „Kaukasischer Rat“, dem Kedia für die Georgier angehörte. Sekretär dieses Gremiums war der Georgier Michael Alschibaja. Im Verlauf des Krieges war die Führung der kaukasischen Komitees an Michael Kedia übergegangen, die unter Kedia eine Antithese zur deutschen Konzeption um den russischen General Andrej Wlassow bildeten.

Versuche der SS, die Turkestaner und Kaukasier mit den Exilrussen um Andrej Wlassow zusammenzubringen, scheiterten am Widerstand der Nichtrussen. Kedia hatte dies gegenüber Heinrich Himmler und Alfred Rosenberg schriftlich zum Ausdruck gebracht. Eine Zusammenarbeit mit dem Russen Wlassow war den Nichtrussen unmöglich. Nach einem Treffen mit Wlassow erklärte Michael Kedia äußerst drastisch:
„Stalin im Gesicht ist mir lieber als Wlassow im Hintern“
Am 17. März 1945 waren die kaukasischen Komitees von Ostminister Alfred Rosenberg als offizielle Vertretungen ihrer Nationen im untergehenden Reich anerkannt worden. Damit war Michael Kedia höchster Vertreter der Georgier im Deutschen Reich, was angesichts des Untergangs des Reichs allerdings keine besondere Bedeutung mehr hatte.

#### Die Operation „Ruppert“
Anfang September 1944 setzte sich der junge Emigrant Youri Skarjinski von Deutschland nach Frankreich ab, um in die französische Armee einzutreten. In Paris, das kurz zuvor am 25. August 1944 von den Alliierten befreit worden war, bekam er Kontakt zum damaligen US-Geheimdienstes OSS (Office of Strategic Services). Skarjinski hatte in Berlin Beziehungen zum SD gehabt, was ihn offensichtlich für Albert E. Jolis vom US-Geheimdienst OSS interessant machte. Nachdem sich Skarjinski bereit erklärt hatte, eine geheime Mission in Deutschland auszuführen, rief Jolis im Oktober 1944 die Operation „Ruppert“ ins Leben.

Skarjinski erhielt den Auftrag, über die Emigrantenkreise in Deutschland den SS-Geheimdienst auszuspähen. Zielpersonen waren vorrangig Michael Kedia und Alexander Tsomaja, die beide für den SD arbeiteten. Letztlich stellte es sich aber heraus, dass es entweder Tsomaja oder Kedia selbst waren, die Skarjinski im September 1944 nach Paris geschickt hatten. Die Frauen beider Georgier lebten nämlich nach wie vor in Paris. Die Amerikaner wussten das auch, denn Skarjinski hatte das angegeben:

„When he left Berlin in September to return to Paris he did so with the help of his Russian friend in the SD. […] His friend at the SD offered to help him in order to get news from his wife in Paris. […] Youri can return to Berlin without any difficulty by reporting to the SD office in Strassbourg […] and asking that his friend in Berlin be contacted immediately by phone.“

 Skarjinski wurde Anfang November 1944 auf die deutsche Seite der Front geschleust und wie gewünscht nach Berlin weitergeleitet. Im Januar 1945 erhielt Jolis über getarnte Kontaktwege in die Schweiz und zur Frau von Kedia in Paris die Information, dass Skarjinski sicher in Berlin angekommen war. Soweit die überlieferte Geschichte von US-Seite bis Anfang 1945.

Wenn man genauer hinsieht, war die Operation „Ruppert“ weniger eine Operation des US-Geheimdienstes OSS, sondern vielmehr eine raffiniert eingefädelte Operation des SD unter der Kontrolle von Kedia, Erich Hengelhaupt und Gerhard von Mende. Sowohl Hengelhaupt wie auch Kedia hatten beste Verbindung zu den Russen und Georgiern in Paris. Es war für beide kein Problem, über die Pariser Emigranten an die Amerikaner heranzukommen. Die vordergründige Absicht, über das Rote Kreuz in der Schweiz eine Auslieferung der Georgier in deutschen Diensten an die Sowjetunion zu verhindern, erwies sich als aussichtslos. Die Alliierten hatten in der Konferenz von Jalta im Februar 1945 beschlossen, alle Kriegsgefangenen, Soldaten und Zwangsarbeiter der Sowjetunion dorthin zurückzuführen. Insgeheimes Ziel der Beteiligten war es jedoch, sich den Amerikanern für Geheimoperationen anzudienen, um die eigene Zukunft zu sichern. Zur Umsetzung dieser Vorhaben brauchte man nur einen wagemutigen Abenteurer und den hatte man anscheinend mit Skarjinski gefunden. Skarjinski hielt sich von November 1944 bis April 1944 in Berlin im Umfeld des Unternehmens Zeppelin auf und stand in Kontakt mit Kedia und Tsomaja. Er wurde anscheinend für die geplante Spezialmission der Kontaktaufnahme mit den Westalliierten eingesetzt – eben der US-Mission „Ruppert“, die so zu einer deutschen Operation wurde. Belegt wird das durch eine eidesstattliche Erklärung von Michael Kedia vom 14. Juli 1949:
„Im November 1944 entschlossen sich die Herren Professor von Mende und Dr. Arlt auf Drängen der in Opposition zum Naziregime stehenden Komitee-Vorsitzenden mich und andere drei Kaukasier mit den westlichen Alliierten in Verbindung treten zu lassen. Dies geschah über die Schweiz. Der Sinn der Verbindungsaufnahme war, die westlichen Alliierten über die Situation der antibolschewistischen Ostvölker zu unterrichten, sie zu versichern, dass sie niemals sich gegen den Westen wenden und gegebenenfalls ihnen ihre Dienste und Freundschaft anbieten.“
Unter Fritz Arlt und dessen Freiwilligen-Leitstelle Ost im SS-Hauptamt waren jene freiwilligen Ukrainer, Kaukasier, Turkmenen oder Weißrussen zusammengefasst, die in der Waffen-SS Dienst taten. Ein geplanter weiterer Paris-Einsatz von Skarjinski im deutschen Auftrag wurde jedoch im März 1945 verworfen. Nachdem dieser Paris-Einsatz von Skarjinski abgeblasen war, beschlossen von Mende, Hengelhaupt und Kedia stattdessen, Skarjinski nun mit Hilfe von Prof. von Mende und dessen Verbindungen zur Abwehr zu den Amerikanern zu schicken. Skarjinski erhielt Papiere von der Abwehr II. So gelangte er mit Hilfe von Gerhard von Mende und dessen Verbindungen zur Abwehr Mitte April 1945 unversehrt zu den Amerikanern, wo er im April 1945 Bericht erstattete.
Skarjinski erklärte am 16. April 1945, dass Kedia und Prof. Gerhard von Mende ein umfangreiches Netz von Kaukasiern befehligt hatten und nun Kontakt zu den Amerikanern suchten. Ziel sei es, die Kaukasier in deutschen Diensten vor der Auslieferung an die Sowjets zu bewahren. Deshalb würden Kedia und Mende versuchen, in die Schweiz nach Genf und zum dortigen Roten Kreuz zu gelangen. Letztlich ging es bei seiner Mission aber eigentlich nur darum, den Weg für Kedia, Hengelhaupt und Gerhard von Mende vorzubereiten und nicht, wie Jolis glaubte, den SD auszuspionieren. Kedia kam dann tatsächlich mit einer Gruppe von Georgiern und Kaukasiern sowie den Deutschen Prof. Gerhard von Mende und Erich Hengelhaupt Anfang April 1945 an der Schweizer Grenze an, jedoch durfte nur Kedia und einige Führer der kaukasischen Nationalkomitees dauerhaft in die Schweiz einreisen. Von Mende, der den Falschnamen Georges Metrevelli führte, wurde zusammen mit den Georgiern Michael Alschibaja, Alexander Tsomaja und Givi Gabliani in ein Internierungslager auf der französischen Seite des Rheins verbracht. Erich Hengelhaupt hatte sich zuvor offensichtlich unter falschem Namen von der Gruppe abgesetzt.

### Schweiz von 1945 bis 1954
Oberleutnant Jolis und sein Doppelagent Youri Skarjinski trafen sich Ende April 1945 in der Schweiz mit Kedia, doch Jolis war von Kedia enttäuscht und befand ihn nicht geeignet, für das OSS zu arbeiten. Bei dieser Gelegenheit und unter dem Datum 28. April 1945 reichte Kedia dann auch sein Gesuch bei den Amerikanern ein, die Georgier in deutschen Diensten von der Auslieferung an die Sowjetunion zu bewahren. Im Text dieses als „Aide Mamoire“ bezeichneten Gesuchs ist ersichtlich, dass es ihm mehr um die Fortsetzung seiner anti-sowjetischen Arbeit in Diensten der Amerikaner ging. Kedia war vermutlich klar, dass die Georgier natürlich nicht von der Repatriierung ausgenommen werden konnten, denn ausgerechnet Stalins georgische Landsleute von der Rückführung auszunehmen, war unrealistisch. Allerdings durfte Kedia selbst in der Schweiz bleiben.
Letztlich kam es nicht zu einer Verbindung von Kedia mit dem OSS, denn das OSS wurde im Herbst 1945 aufgelöst und beim Nachfolger Strategic Services Unit (SSU) hatte man viele Vorbehalte gegenüber den Georgiern um Kedia und von Mende. Der spätere CIA-Chef Richard Helms, 1946 noch Europa-Chef von SSU, war im Dezember 1946 gegenüber Kedia und seiner Georgier-Gruppe äußerst reserviert und riet von einer Zusammenarbeit ab, weil sich die Exilgruppen der verschiedenen Nationen zusammenschließen würden und dann eine saubere Trennung von Operationen nicht möglich wäre. Mit der Gründung des Antibolschewistischen Blocks der Nationen (ABN) in München, dem auch die Georgier angehörten, trat genau das ein. Erst am 1. Dezember 1948 wurde Michael Kedia endgültig von der Liste der Informanten bei den Amerikanern gestrichen.
Die Schweizer Behörden hatten Kedia inzwischen in Genf interniert. In einer Anhörung vom 4. Juli 1945 bei der Polizei in Genf machte Kedia umfängliche Angaben über seinen Werdegang. Kedia versuchte trotz Internierung auch aus der Schweiz über Dritte seine Kontakte ins Ausland aufrechtzuerhalten, hatte aber erhebliche Schwierigkeiten, weil Internierung und Geldmangel ihn sehr einschränkten. Zudem plagte ihn eine schwere Krankheit und er trat kaum noch öffentlich in Erscheinung. Kedias einstmals führenden Rolle bei den Georgiern übernahmen Niko Nakaschidse und seiner früherer Kollege Michael Alschibaja im Georgischen Verbindungsstab, die beide die Georgier im ABN vertraten. Der ABN selbst wurde von Kedias einstigem Förderer Gerhard von Mende für den britischen Geheimdienst erschlossen.
Michael Kedia starb am 16. August 1954. Er stürzte sich wegen seiner Krankheit aus einem Fenster in Genf in den Tod. Sein Leichnam wurde nach Leuville-sur-Orge bei Paris überführt und dort bestattet.